# Busto de Nefertiti
El busto de Nefertiti es un busto de piedra caliza con estuco pintado que corresponde a Nefertiti, la gran esposa real del faraón egipcio Akenatón. Se cree que Tutmose lo realizó en 1345 a. C. debido a que se encontró en su taller en Amarna, Egipto. Es una de las obras más copiadas del Antiguo Egipto. Nefertiti se ha convertido en una de las mujeres más famosas del mundo antiguo y en un icono de la belleza femenina.
Un equipo arqueológico alemán dirigido por Ludwig Borchardt descubrió el busto en 1912 en el taller de Tutmose. Se ha mantenido en varios lugares en Alemania desde su descubrimiento, incluida la bodega de un banco, una mina de sal en Merkers-Kieselbach, el museo Dahlem, el Museo Egipcio en Charlottenburg y el Museo Altes. Actualmente se exhibe en el Museo Neues de Berlín, donde se exhibió originalmente antes de la Segunda Guerra Mundial.
El busto de Nefertiti se ha convertido en un símbolo cultural de Berlín y del antiguo Egipto. También ha sido objeto de una intensa discusión entre Egipto y Alemania sobre las demandas egipcias para su repatriación, que comenzó en 1925 una vez que el busto se mostró por primera vez al público. A los inspectores egipcios no se les mostró el busto real antes de que lo dejaran salir del país.

## Historia

### Trasfondo

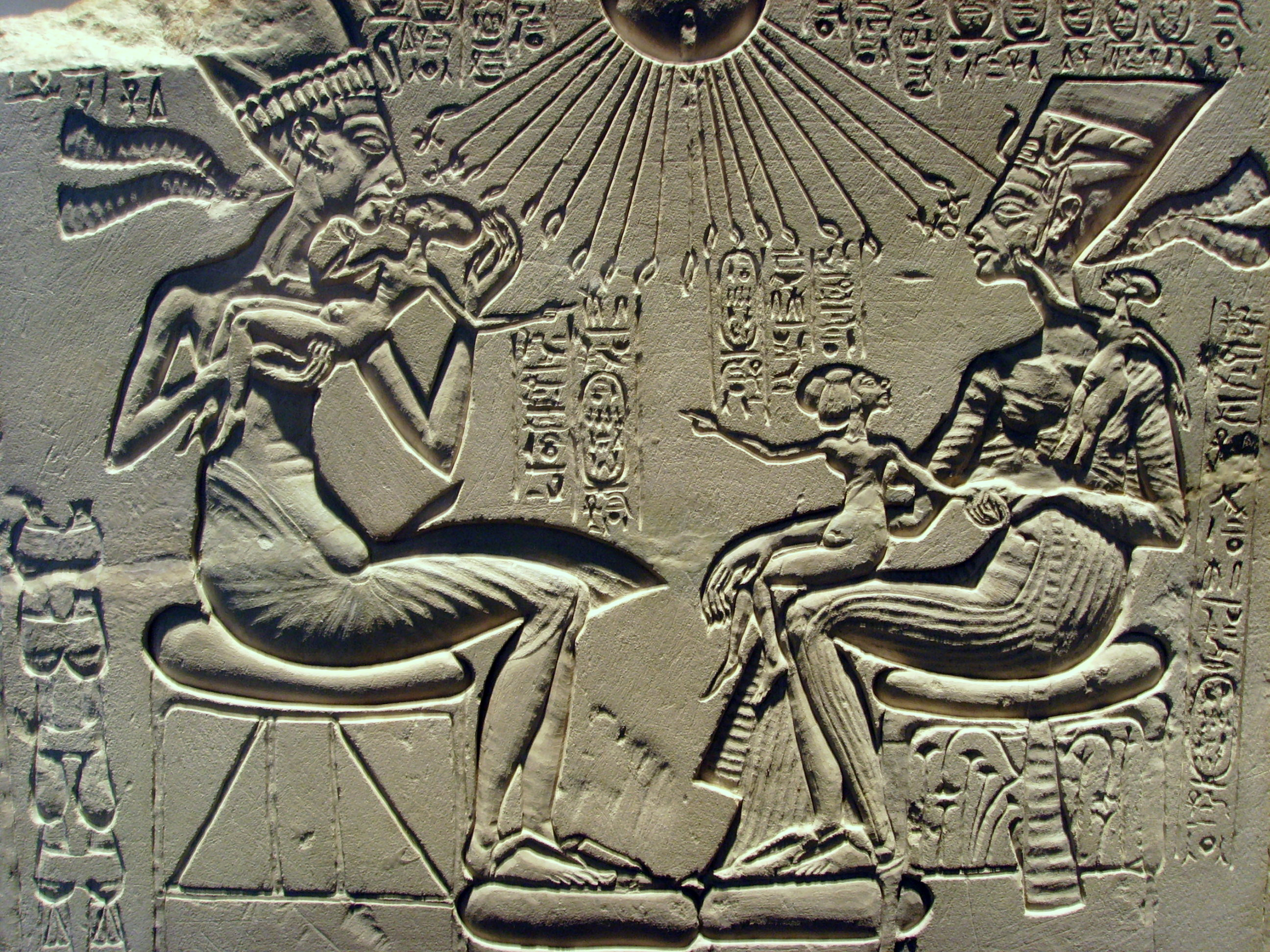
Un «altar de casa» (c. 1350 a. C.) representa a Akenatón, Nefertiti y tres de sus hijas. Notése que Nefertiti lleva una corona similar a la representada en el busto.

Nefertiti (que significa «la bella ha llegado») fue en el siglo XIV a. C. la gran esposa real (consorte principal) del faraón egipcio Akenatón de la dinastía XVIII de Egipto. Akenatón inició una nueva forma de adoración monoteísta llamada «Atonismo» dedicada al disco solar Atón. Poco se sabe sobre Nefertiti. Las teorías sugieren que podría haber sido un miembro de la realeza egipcia de nacimiento, una princesa extranjera o la hija de un alto funcionario del gobierno llamado Ay, que se convirtió en faraón después de Tutankamón.
Ella pudo haber sido la corregente de Egipto con Akenatón, quien gobernó desde 1352 a. C. hasta 1336 a. C.. Nefertiti tuvo seis hijas con Akenatón, una de las cuales, Anjesenamón (renombrada Ankesenamen después de la represión del culto de Atón), se casó con Tutankamón, el hijastro de Nefertiti. Se creía que Nefertiti había desaparecido en el duodécimo año del reinado de Akenatón, aunque no se sabe si esto se debió a su muerte o porque tomó un nuevo nombre. Es posible que luego se haya convertido en faraón por derecho propio, gobernando sola por un corto tiempo después de la muerte de su esposo. Sin embargo, ahora se sabe que ella todavía estaba viva en el decimosexto año del reinado de su esposo debido a una inscripción de cantera de piedra caliza encontrada en Dayr Abū Ḥinnis. Dayr Abū Ḥinnis se encuentra «en el lado oriental del Nilo, a unos diez kilómetros al norte de Amarna».
Se cree que el busto de Nefertiti se creó alrededor del año 1345 a. C. por el escultor Tutmose. El busto no tiene ninguna inscripción, pero ciertamente puede identificarse como Nefertiti por la corona característica, que ella usa en otras representaciones sobrevivientes (y claramente etiquetadas), por ejemplo, el «altar de la casa».

### Hallazgo

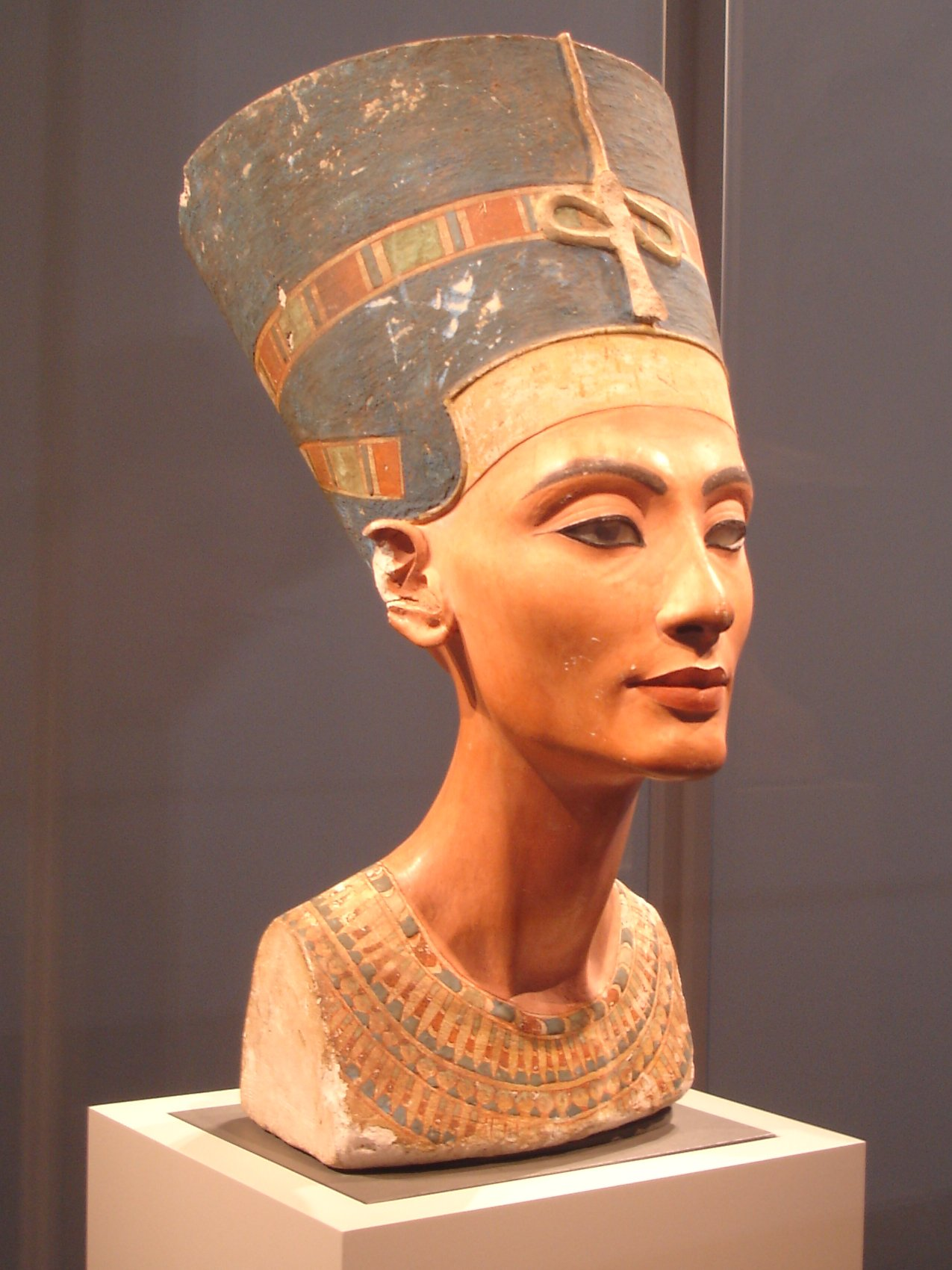
Busto de Nefertiti

El busto fue descubierto el 6 de diciembre de 1912, en unas excavaciones realizadas por la Orient-Gesellschaft y encabezadas por el egiptólogo alemán Ludwig Borchardt en el estudio del escultor real Tutmose en Amarna, nombre árabe de una región situada en la ribera oriental del río Nilo, célebre por ser el enclave donde se edificó la ciudad de Aketatón a mediados del siglo XIV a. C. El diario de Borchardt proporciona la historia principal del hallazgo; él comenta: «De repente teníamos en nuestras manos la obra de arte egipcia más viva. No se puede describir con palabras. Debes verla».
Un documento de 1924 encontrado en los archivos de la Compañía Oriental Alemana recuerda una reunión del 20 de enero de 1913 entre Ludwig Borchardt y un alto funcionario egipcio para discutir la división de los hallazgos arqueológicos de 1912 entre Alemania y Egipto. Según el secretario de la Compañía Oriental Alemana (quien fue el autor del documento y quien estuvo presente en la reunión), Borchardt «quería que el busto fuera nuestro». Se sospecha que Borchardt ocultó el valor real del busto, aunque él mismo negó haberlo hecho.
Mientras que Philipp Vandenberg describe el golpe como «aventurero y sin comparación», la revista Time lo incluye entre los «10 artefactos saqueados más importantes». Borchardt le mostró al funcionario egipcio una fotografía del busto «que no mostraba a Nefertiti con su mejor luz». El busto estaba envuelto en una caja cuando el jefe inspector de antigüedades de Egipto, Gustave Lefebvre, fue a revisarlo. El documento revela que Borchardt afirmó que el busto estaba hecho de yeso para engañar al inspector. La Compañía Oriental Alemana culpa a la negligencia del inspector y señala que el busto estaba en la parte superior de la lista de intercambio y dice que el trato se hizo de manera justa.

### Conservación

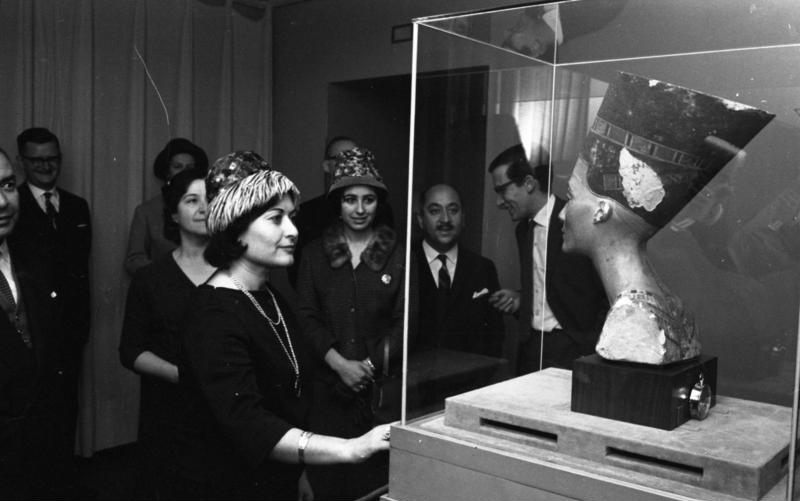
Visitantes contemplando el Busto de Nefertiti en Berlín, en el año 1963.

Tras su hallazgo fue adquirido por el empresario y coleccionista alemán James Simon, que lo donó al Ägyptisches Museum Berlin (Museo Egipcio de Berlín), habiéndose exhibido en el Neues Museum hasta 1943, cuando fue trasladado a un lugar seguro a causa de la Segunda Guerra Mundial, en la que el Museo finalmente resultó destruido (1945). Tras la guerra se exhibió en diversos museos de la capital alemana, el último de ellos el, Altes Museum, hasta su regreso al nuevo Museo Egipcio de Berlín, del Neues Museum, en octubre de 2009 tras la rehabilitación del edificio.

## Descripción y pruebas
El busto de Nefertiti mide 50 centímetros de alto y pesa unos 20 kilogramos. Está hecho de un núcleo de piedra caliza cubierto con capas de estuco pintado. La cara es completamente simétrica y casi intacta, pero el ojo izquierdo carece de la incrustación presente en el derecho. La pupila del ojo derecho es de cuarzo insertado con pintura negra y se fija con cera de abejas. El fondo de la cuenca del ojo es de piedra caliza sin adornos. Nefertiti usa su característica corona azul conocida como la «corona de gorra de Nefertiti» con una banda a modo de diadema dorada enrollada como cintas horizontales y uniéndose en la parte posterior, y un Ureo (cobra) sobre su frente, que ahora está roto. Ella también usa un collar ancho con un patrón floral. Las orejas también se han dañado. Helen Gardner en su libro Gardner's Art Through the Ages sugiere que «con este elegante busto, Tutmose puede haber aludido a una flor pesada en su delgado y elegante tallo al exagerar el peso de la cabeza coronada y la longitud del cuello casi serpentino».
Según David Silverman, el busto de Nefertiti refleja el estilo clásico del arte egipcio, desviándose de las «excentricidades» del estilo artístico de Amarna, que se desarrolló en el reinado de Akenatón. Se desconoce la función exacta del busto, aunque se cree que el busto pudo haber sido el modelo del escultor para ser utilizado como base para otros retratos oficiales, conservados en el taller del artista.

### Colores
Ludwig Borchardt encargó un análisis químico de los pigmentos coloreados de la cabeza. El resultado del examen se publicó en el libro Portrait of Queen Nofrete en 1923:
- Azul: frita en polvo, coloreada con óxido de cobre
- Color de la piel (rojo claro): polvo fino de cal en polvo coloreado con tiza roja (óxido de hierro)
- Amarillo: oropimente (sulfuro de arsénico)
- Verde: frita en polvo, coloreada con cobre y óxido de hierro.
- Negro: carbón con cera como medio aglutinante
- Blanco: Tiza

### Ojo izquierdo faltante
Cuando se descubrió el busto por primera vez, no había ningún pedazo de cuarzo que representara el iris del globo ocular izquierdo, como en el otro ojo, y no se encontró ninguno a pesar de una búsqueda intensiva y una recompensa significativa de 1000 libras esterlinas por información sobre su paradero. El ojo perdido llevó a especular que Nefertiti pudo haber sufrido una infección oftálmica y, de hecho, perdió su ojo izquierdo, aunque la presencia de un iris en otras estatuas de ella contradecía esta posibilidad. Borchardt supuso que el iris de cuarzo del ojo izquierdo se había caído cuando el taller del escultor Tutmose cayó en ruinas.
Dietrich Wildung propuso que el busto en Berlín era un modelo para retratos oficiales y fue utilizado por el maestro escultor para enseñar a sus alumnos cómo tallar la estructura interna del ojo y, por lo tanto, no se agregó el iris izquierdo. Gardner's Art Through the Ages de Gardner y Silverman presentan una visión similar de que el busto se mantuvo deliberadamente inacabado. Hawass sugirió que Tutmose había creado el ojo izquierdo, pero luego se destruyó.

### Tomografías computarizadas
La primera tomografía computarizada se realizó en 1992, con el escaneo produciendo secciones transversales del busto cada cinco milímetros. En 2006, Dietrich Wildung, directora del Museo Egipcio de Berlín, mientras intentaba una iluminación diferente en el Museo Altes —donde se exhibía el busto— observó arrugas en el cuello y las bolsas de Nefertiti debajo de sus ojos, lo que sugiere que el escultor había tratado de representar signos de envejecimiento. Una tomografía computarizada confirmó los hallazgos de Wildung; Tutmose había agregado yeso debajo de las mejillas y los ojos en un intento de perfeccionar su escultura, explicó Wildung.
La tomografía computarizada en 2006, dirigida por Alexander Huppertz, director del Imaging Science Institute en Berlín, reveló una cara arrugada de Nefertiti tallada en el núcleo interno del busto. Los resultados se publicaron en la revista Radiology de abril de 2009. El escaneo reveló que Tutmose colocó capas de grosor variable en la parte superior del núcleo de piedra caliza. La cara interna tiene arrugas alrededor de la boca y las mejillas y una hinchazón en la nariz. Los pliegues y la protuberancia en la nariz están nivelados por la capa de estuco más externa. Según Huppertz, esto puede reflejar «ideales estéticos de la época». El escaneo de 2006 proporcionó más detalles que el de 1992, revelando detalles sutiles de solo 1–2 milímetros debajo del estuco.

## Historia posterior
El busto de Nefertiti se ha convertido en «una de las imágenes más admiradas y copiadas del antiguo Egipto», y la exposición estrella utilizada para comercializar los museos de Berlín. Es visto como un «ícono de la belleza internacional». «Al mostrar a una mujer con un cuello largo, cejas elegantemente arqueadas, pómulos altos, una nariz delgada y una sonrisa enigmática sobre los labios rojos, el busto ha establecido a Nefertiti como una de las caras más bellas de la antigüedad» dice R. Lorenzi. Se describe como el busto más famoso del arte antiguo, comparable solo a la máscara de Tutankamón.
Nefertiti se ha convertido en un ícono de la cultura de Berlín. Unos 500 000 visitantes ven Nefertiti cada año. El busto se describe como «la obra de arte más conocida del antiguo Egipto, posiblemente de toda la antigüedad». Su cara está en postales de Berlín y sellos postales alemanes de 1989.

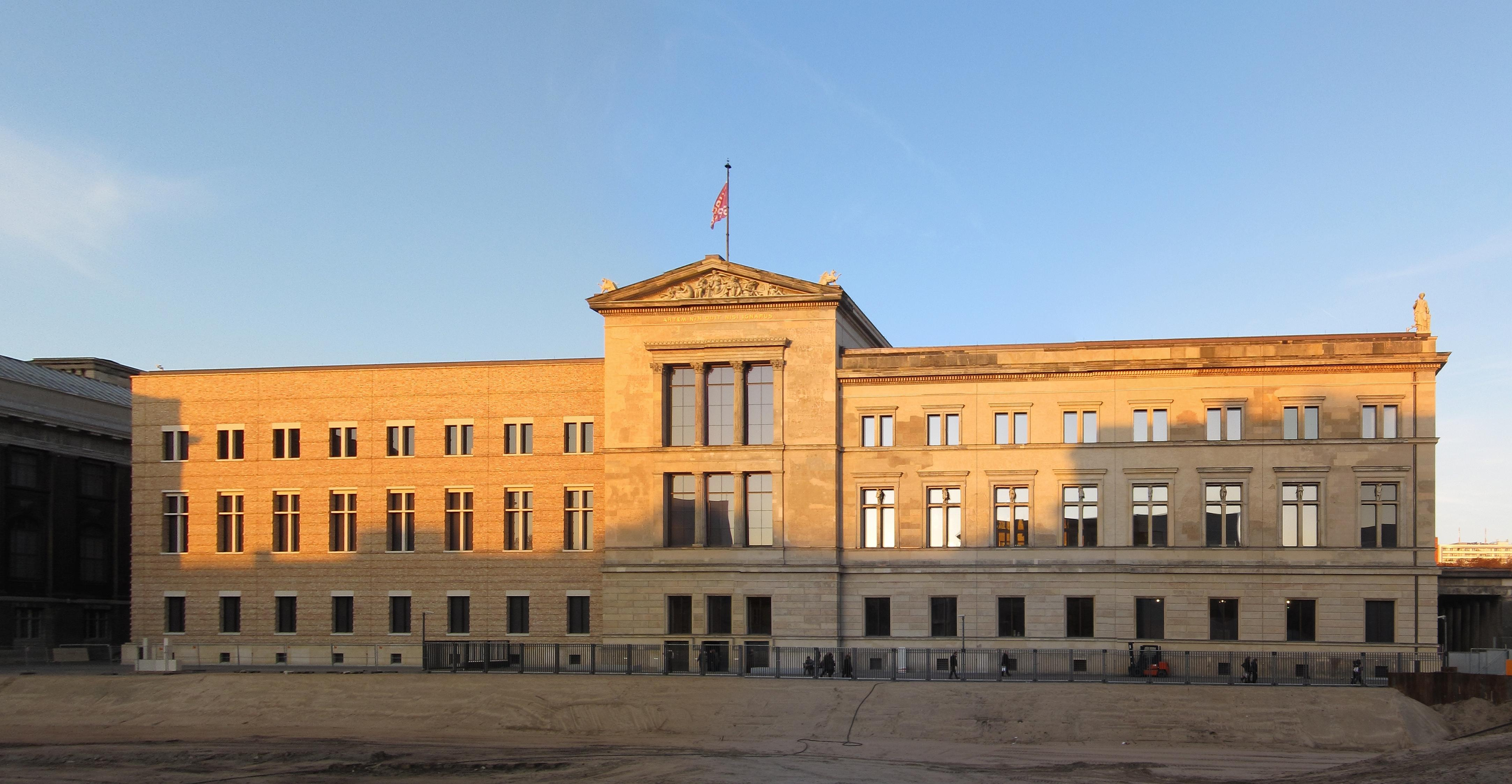
Neues Museum, Berlín es la ubicación actual del busto de Nefertiti

### Ubicaciones en Alemania
El busto de Nefertiti ha estado en Alemania desde 1913, cuando se envió a Berlín y presentó a James Simon, un comerciante mayorista y patrocinador de la excavación de Amarna. Se exhibió en la residencia de Simon hasta 1913, cuando este prestó el busto y otros artefactos de la excavación de Amarna al Museo de Berlín. Aunque el resto de la colección Amarna se exhibió en 1913–1914, Nefertiti se mantuvo en secreto a pedido de Borchardt. En 1918, el Museo discutió la exhibición pública del busto, pero nuevamente lo mantuvo en secreto a pedido de Borchardt. En 1920 se donó permanentemente al museo. Finalmente, en 1923, el busto se reveló por primera vez al público en los escritos de Borchardt y en 1924, se exhibió al público como parte del Museo Egipcio de Berlín. El busto creó una sensación, convirtiéndose rápidamente en un ícono de belleza femenina de renombre mundial y en uno de los artefactos más universalmente reconocidos en sobrevivir desde el antiguo Egipto. El busto de Nefertiti se exhibió en el Neues Museum de Berlín en la Isla de los Museos hasta que el museo cerró en 1939; Con el inicio de la Segunda Guerra Mundial, los museos de Berlín se vaciaron y los artefactos se trasladaron a refugios para su custodia. Nefertiti se almacenó inicialmente en la bodega del Banco Gubernamental de Prusia y luego, en el otoño de 1941, se trasladó a la torre de un búnker antiaéreo en Berlín. El Museo Neues sufrió bombardeos en 1943 por la Royal Air Force. El 6 de marzo de 1945, el busto se trasladó a una mina de sal alemana en Merkers-Kieselbach en Turingia.
En marzo de 1945, el ejército estadounidense encontró el busto y lo entregó a su rama de Monumentos, Bellas Artes y Archivos. Se trasladó al Reichsbank en Frankfurt y luego, en agosto, se envió al Punto de Recolección Central de los Estados Unidos en Wiesbaden, donde se exhibió al público en 1946. En 1956, el busto fue devuelto a Berlín Occidental. Allí se exhibió en el Museo Dahlem. Ya en 1946, la Alemania Oriental (República Democrática Alemana) insistió en el regreso de Nefertiti a la Isla de los Museos en Berlín Oriental, donde se había exhibido el busto antes de la guerra. En 1967, Nefertiti se trasladó al Museo Egipcio en Charlottenburg y permaneció allí hasta 2005, cuando se movió al Altes Museum. El busto regresó al Museo Neues como su pieza central cuando reabrió sus puertas en octubre de 2009.

## Controversias

### Solicitudes de repatriación a Egipto
Desde la presentación oficial del busto en Berlín en 1924, las autoridades egipcias han estado exigiendo su regreso a Egipto. En 1925, Egipto amenazó con prohibir las excavaciones alemanas en Egipto a menos que Nefertiti fuera devuelto. En 1929, Egipto ofreció intercambiar otros artefactos por Nefertiti, pero Alemania se negó. En la década de 1950, Egipto nuevamente trató de iniciar negociaciones, pero no hubo respuesta de Alemania. Aunque Alemania se había opuesto previamente a la repatriación, en 1933 Hermann Göring consideró devolver el busto al rey Faruq Fouad de Egipto como un gesto político. Hitler se opuso a la idea y le dijo al gobierno egipcio que construiría un nuevo museo egipcio para Nefertiti: «En el medio, esta maravilla, Nefertiti, será entronizada... Nunca abandonaré la cabeza de la Reina». Mientras el busto estaba bajo control estadounidense, Egipto solicitó a Estados Unidos que lo entregara; Estados Unidos se negó y aconsejó a Egipto que se ocupara del asunto con las nuevas autoridades alemanas. En 1989, el presidente egipcio, Hosni Mubarak, vio el busto y anunció que Nefertiti era «el mejor embajador de Egipto» en Berlín.
El Dr. Zahi Hawass, exsecretario General del Consejo Supremo de Antigüedades de Egipto, cree que Nefertiti pertenece a Egipto y que el busto fue sacado ilegalmente de Egipto y, por lo tanto, debe ser devuelto. El Dr. Hawass ha mantenido la postura de que las autoridades egipcias fueron engañadas por la adquisición de Nefertiti en 1913. Ha exigido que Alemania pruebe que se exportó legalmente. Según Kurt G. Siehr, otro argumento en apoyo de la repatriación es que «los hallazgos arqueológicos tienen su "hogar" en el país de origen y deben conservarse en ese país». El problema de repatriación de Nefertiti surgió nuevamente en 2003 sobre la escultura del Cuerpo de Nefertiti. En 2005, Hawass solicitó a la UNESCO que interviniera para devolver el busto.
En 2007, Hawass amenazó con prohibir las exposiciones de artefactos egipcios en Alemania si Nefertiti no se prestaba a Egipto, pero fue en vano. Hawass también solicitó un boicot mundial de préstamos a museos alemanes para iniciar lo que él llama una «guerra científica». Hawass quería que Alemania por lo menos prestara el busto a Egipto en 2012 para la apertura del nuevo Gran Museo Egipcio cerca de las Grandes Pirámides de Guiza. Simultáneamente, la asociación cultural CulturCooperation, con sede en Hamburgo, Alemania, lanzó una campaña llamada «Nefertiti Travels». Distribuyeron postales que presentaban el busto de Nefertiti con las palabras «Regresar al remitente» y escribieron una carta abierta al Ministro de Cultura alemán, Bernd Neumann, apoyando la opinión de que Egipto debería recibir el busto en préstamo. En 2009, cuando Nefertiti regresó al Neues Museum, su antiguo hogar, se cuestionó la idoneidad de Berlín como ubicación del busto.
Varios expertos en arte alemanes han intentado refutar todas las afirmaciones hechas por Hawass, señalando el documento de 1924 que discute el pacto entre Borchardt y las autoridades egipcias, sin embargo, como se discutió anteriormente, Borchardt ha sido acusado de juego sucio en el acuerdo. Las autoridades alemanas también han argumentado que el busto es demasiado frágil para transportarse y que los argumentos legales para la repatriación eran insustanciales. Según The Times, Alemania puede estar preocupada de que prestar el busto a Egipto signifique su salida permanente de Alemania.
En diciembre de 2009, Friederike Seyfried, directora del Museo Egipcio de Berlín y la Colección Papyrus, presentó a los egipcios documentos en poder del museo sobre el descubrimiento del busto, que incluyen un protocolo firmado por el excavador alemán del busto y el Servicio de Antigüedades Egipcias. En los documentos, el objeto figuraba como el busto de yeso pintado de una princesa. Pero en el diario de Ludwig Borchardt se refería claramente a él como la cabeza de Nefertiti. «Esto prueba que Borchardt escribió esta descripción para que su país pueda obtener la estatua», comentó Hawass. «Estos materiales confirman la afirmación de Egipto de que (él) actuó de manera poco ética con la intención de engañar». Sin embargo, Hawass dijo que Egipto no consideraba que el busto de Nefertiti fuera una antigüedad saqueada. Aun así, es una de las pocas antigüedades egipcias verdaderamente singulares que aún se encuentran en manos extranjeras. «Realmente lo quiero de vuelta», dijo. La declaración de Hawass citó al director del museo diciendo que la autoridad para aprobar el regreso del busto a Egipto recae en el Patrimonio Cultural Prusiano y el ministro de cultura alemán.

### Alegaciones contra su autenticidad
El libro en francés, Le Buste de Nefertiti – une Imposture de l'Egyptologie? (The Bust of Nefertiti – a Fraud in Egyptology?), del historiador de arte suizo Henri Stierlin y el libro Missing Link in Archaeology del autor e historiador de Berlín Erdogan Ercivan, afirman que el busto de Nefertiti era una falsificación moderna. Stierlin afirma que Borchardt pudo haber creado el busto para probar pigmentos antiguos y que cuando el busto fue admirado por el príncipe Johann Georg de Sajonia, Borchardt fingió que era genuino para evitar ofender al príncipe. Stierlin argumenta que el ojo izquierdo perdido del busto habría sido una falta de respeto en el antiguo Egipto, que no aparecen registros científicos del busto hasta once años después de su supuesto descubrimiento, y aunque los pigmentos de pintura son antiguos, el núcleo interno de piedra caliza que tiene nunca ha sido fechado. Ercivan sugiere que la esposa de Borchardt fue la modelo del busto, y ambos autores sostienen que no se reveló al público hasta 1924 porque era falso. Otra teoría sugirió que el busto de Nefertiti existente fue diseñado en la década de 1930 por orden de Hitler, y que el original se perdió en la Segunda Guerra Mundial.
Dietrich Wildung rechazó las afirmaciones como un truco publicitario, ya que las pruebas radiológicas, la tomografía computarizada detallada y el análisis de materiales han demostrado su autenticidad. Los pigmentos utilizados en el busto se han combinado con los utilizados por los antiguos artesanos egipcios. La tomografía computarizada de 2006 que descubrió la «cara oculta» de Nefertiti demostró —según Science News— que el busto era genuino.
Las autoridades egipcias también rechazaron la teoría de Stierlin. El Dr. Zahi Hawass dijo que «Stierlin no es historiador. Está delirando». Aunque Stierlin había argumentado que «los egipcios cortaron los hombros horizontalmente» y Nefertiti tenía los hombros verticales, Hawass dijo que el nuevo estilo que se ve en el busto de Nefertiti es parte de los cambios introducidos por Akenatón, el esposo de Nefertiti. Hawass también afirmó que el escultor Tutmose había creado el ojo, pero luego fue destruido.

### Cuerpo de Nefertiti
En 2003, el Museo Egipcio de Berlín permitió al dúo de artistas húngaros Little Warsaw, András Gálik y Bálint Havas, colocar el busto sobre un bronce femenino casi desnudo para una instalación de video que se mostrará en el festival de arte moderno de la Bienal de Venecia. El proyecto llamado Cuerpo de Nefertiti fue, según los artistas, un intento de rendir homenaje al busto. Según Wildung, mostró «la continua relevancia del mundo antiguo para el arte de hoy». Sin embargo, los funcionarios culturales egipcios se ofendieron y proclamaron que era una desgracia para «uno de los grandes símbolos de la historia de su país». Como consecuencia, también prohibieron que Wildung y su esposa exploraran más en Egipto. El Ministro de Cultura egipcio, Farouk Hosny, declaró que Nefertiti «no estaba en buenas manos», y aunque Egipto no había renovado sus reclamos de restitución «debido a las buenas relaciones con Alemania», este «comportamiento reciente» era inaceptable.

## Relevancia cultural
En 1930, la prensa alemana describió el busto de Nefertiti como su nuevo monarca, personificándolo como una reina. Como la «"piedra más preciosa... en el escenario de la diadema" de los tesoros artísticos de "Prusia Alemania"», Nefertiti restablecería la identidad nacional imperial alemana después de 1918. Hitler describió el busto como «una obra maestra única, un adorno, un verdadero tesoro», y se comprometió a construir un museo para albergarlo. En la década de 1970, el busto se había convertido en un problema de identidad nacional para ambos estados alemanes, Alemania Oriental y Alemania Occidental, creado después de la Segunda Guerra Mundial. En 1999, Nefertiti apareció en un cartel electoral para el partido político verde Alianza 90/Los Verdes como una promesa para un entorno cosmopolita y multicultural con el lema «¡Mujeres fuertes para Berlín!». Según Claudia Breger, otra razón por la cual el busto de Nefertiti se asoció con una identidad nacional alemana fue su lugar como rival del Tutankamón encontrado por los británicos, que luego gobernaron Egipto.
El busto se convirtió en una influencia en la cultura popular con el trabajo de maquillaje de Jack Pierce sobre el icónico peinado de Elsa Lanchester en la película La novia de Frankenstein, inspirado en él.

### Libros
- Silverman, David P; Wegner, Josef William; Wegner, Jennifer Houser (2006). Akhenaten and Tutankhamun: Revolution and Restoration (en inglés). Museum of Archaeology: University of Pennsylvania. ISBN 978-1-931707-90-9. Consultado el 28 de diciembre de 2019.
- Siehr, Kurt G (2006). «The Beautiful One has come – to Return».  En John Henry Merryman, ed. Imperialism, Art and Restitution (en inglés). Cambridge University Press. ISBN 0-521-85929-8. Consultado el 28 de diciembre de 2019.
- Breger, Claudia (2006). «The 'Berlin' Nefertiti Bust». The Body of the Queen: Gender and Rule in the Courtly World, 1500–2000 (en inglés). Berghahn Book. ISBN 1-84545-159-7. Consultado el 28 de diciembre de 2019.
- Anthes, Rudolph (1961). Nofretete – The Head of Queen Nofretet (en inglés). Gebr. Mann. OCLC 41551269.
- Tyldesley, Joyce A., (2018). Nefertiti's face : the creation of an icon (en inglés) (First Harvard University Press edtion edición). ISBN 978-0-674-98375-5. OCLC 1002826416. Consultado el 28 de diciembre de 2019.